# Felix Nieder
Felix Nieder (Elmshorn, 29 maggio 1993) è un modello e scrittore tedesco.

## Biografia

### Infanzia e vita privata
Nieder è nato nel 1993 a Elmshorn. Nel 2013 ha conseguito il diploma al liceo Elsa-Brändström-Gymnasium nella stessa città. Nel 2014 ha iniziato a studiare giurisprudenza all'Università di Amburgo. Nieder dichiara pubblicamente la sua omosessualità. Sua nonna Waltraud Bräuß è una delle influencer di TikTok più di successo nella sua fascia d'età in Germania.

### 2021–2022 Carriera di modello
Nel 2021, Nieder è stato nominato Uomo dell'Anno dalla rivista maschile GQ Germany, ottenendo così la sua prima notorietà. Nieder ha attirato ulteriore attenzione durante la Deutsche Fashion Week nell'estate del 2022, quando ha sfilato in una gonna da sposa di Dawid Tomaszewski e ha mostrato un cartello con la scritta "Love is Love". Diversi grandi media hanno pubblicato la sua foto e hanno discusso se anche gli uomini possono indossare abiti da donna. Da allora, Nieder ha trattato in pubblico temi critici come il Pink Washing e l'approccio genderfluid nella moda. Dal 2022 è il modello maschile più richiesto in Germania.

### Dal 2023: Tour del libro – Quando il mio Io gay morì
Nel febbraio 2023 sono seguite reportage e documentari nella trasmissione DAS! su ARD sulla sua vita, in quanto è stato fortemente bullizzato da bambino per la sua omosessualità. Qui è stato chiamato "modello genderfluid", poiché si muove fluidamente nella moda tra i generi. Il team di produzione è tornato con lui al liceo Elsa-Brändström-Gymnasium per ritrarre il luogo degli eventi. Il 2 agosto 2023, Nieder ha pubblicato la sua biografia e guida di vita "Quando il mio Io gay morì: La rinascita di un giovane uomo nel mondo queer tra omofobia, coming out e Pink Washing" presso la casa editrice Komplett-Media. Nel libro elabora il suo percorso come uomo omosessuale e i problemi del mondo della moda. La prima presentazione si è tenuta lo stesso giorno ad Amburgo davanti a un pubblico di celebrità ed è stata accompagnata dai media. Ha vissuto per anni una vita pseudo-eterosessuale e ha fatto coming out solo a 23 anni.Nello Spiegel, Nieder ha raccontato: "Non volevo essere gay. Fingevo e persino staccavo la testa alla mia Barbie Ariel".

## Impegno sociale
A dicembre, ha partecipato come uno degli 80 centralinisti famosi a Ein Herz für Kinder su ZDF. Durante lo show dietro le quinte di BILD, ha dichiarato di impegnarsi soprattutto per i bambini diversi e di voler creare un futuro più libero e tollerante per tutti. Nieder ha aggiunto che l'odio nelle scuole può portare a pensieri di destra e persino a omicidi. Di conseguenza, a febbraio 2024 Nieder è stato al Bundestag tedesco, chiedendo un'integrazione dell'articolo 3 della Costituzione. Questa dovrebbe garantire indiscutibilmente che sia l'identità sessuale che quella di genere siano pienamente protette dalla Costituzione. La conversazione è stata seguita e trasmessa a livello mondiale dalla Deutsche Welle.

## Nomination
- 2021: GQ Uomo dell'Anno

## Letteratura
- Felix Nieder: Quando il mio Io gay morì (Biografia e guida alla vita di Felix Nieder).